# Alfredo Ildefonso Schuster
Boldog Alfredo Ildefonso Schuster O.S.B. (Róma, 1880. január 18. – Venegono Inferiore, 1954. augusztus 30.) olasz bencés szerzetes, apát, a Milánói főegyházmegye érseke, bíboros.

## Fiatalkora
Alfredo Schuster Rómában született 1880. január 18-án. Apja, Johann Schuster szabó volt a Svájci Gárda szolgálatában, anyja, Maria Anna Tutzer Dél-Tirolból származott. Édesapját korán elvesztette. Pfiffer d’Altishofen bárónak (a Svájci Gárda akkori parancsnokának) köszönhetően végezhette tanulmányait, a falakon kívüli Szent Pál Kollégiumban. Később filozófiai és teológiai tanulmányokat folytatott a Szent Anzelm Pápai Egyetemen. Bencés szerzetesként kapta az Ildefonso nevet. A rendbe 18 évesen 1898-ban lépett be, fogadalmat 1899. november 13-án tett. Tanulmányai végeztével 1904. március 19-én Pietro Respighi bíboros szentelte pappá Rómában. 1908-tól novíciusmester, 1916-tól házfőnök.
A falakon kívüli Szent Pál apátság szerzeteseként a Monte Cassinó-i kongregáció általános prokurátora 1914 és 1929. között, ez idő alatt 1918. április 6-tól falakon kívüli Szent Pál monostor (Abbatia Territorialis Sancti Pauli de Urbe) apátja. Tagja volt az Izrael barátai nemzetközi antiszemitizmus és rasszizmus elleni ligának (Opus sacerdotale Amici Israel), amelynek sok konvertita zsidó is tagja volt. Elismert liturgiatudós, valamint rendtörténész, a Rituskongregáció és a Keleti Egyházak Kongregációja tanácsadója, ezen kívül egyike volt a - mai napig létező -  Rivista di Filosofia Neoscolastica folyóirat megalapítójának.

## Milánó érsekeként
XI. Piusz pápa 1926. június 26-án nevezte ki Milánó érsekévé, majd július 15-én bíborossá kreálta, címtemplomául a Santi Silvestro e Martino ai Monti templomot adományozva neki. A Lateráni egyezmény előírásai szerint (elsőként a püspökök közül) hűségesküt tett III. Viktor Emánuel olasz király előtt, 1926. július 13-án. Püspökké szentelésére 1926. július 21-én került sor. A főszentelő XI. Piusz pápa személyesen volt, társszentelők pedig Carlo Cremonesi címzetes nicomediai érsek, valamint  Agostino Zampini, O.E.S.A címzetes porphyreoni püspök voltak. Szorgalmasan látogatja hatalmas egyházmegyéjét, a plébániákat 25 éves püspöksége ideje alatt ötször látogatja végig. Sok levele maradt fenn – klerikusokhoz és a néphez intézett levelek egyaránt –, amelyekben részletes utasításokat ad a liturgia ünnepléséhez, gyakoriak egyházmegyéjében a zsinatok, püspöksége ideje alatt két eukarisztikus kongresszusra került sor. Átszervezte a milánói szemináriumot, neki  köszönhetően nyílhatott meg 1935-ben Venegono Inferioreban a teológiai szeminárium és líceum. Érseki élete során minél inkább igyekezett megélni a szerzetesi szabályokat és szokásokat.
Egyházmegyéjének vezetését abban az időszakban vette át, amikor Olaszországban egyre erősebb lett a fasizmus eszméje. A Benito Mussolini nevével fémjelzett kormányzattal eleinte Schuster jó munkakapcsolatot alakított ki, hiszen abban reménykedett (az akkori olasz katolicizmussal egyetértésben), hogy az állammal való együttműködés és lojalitás a fasizmus „megkereszteléséhez” vezethet. 1935-ben Etiópia megszállásakor még hálaadó szentmisét mutatott be, viszont hamarosan átlátja azt, hogy a folyamatok egyre inkább az embertelenség, valamint a népirtás felé vezetnek.  1938-ban nyilvánosan elítéli a fasizmust, valamint az újpogány ideológia minden változatát. Emiatt a beszéde miatt a hatalom  Schustert hazaárulónak és antifasisztának minősítette. A háború alatt tevékenyen támogatta a jótékonysági szervezeteket. 1945-ben személyesen kereste fel Mussolinit, figyelmeztetve, hogy rossz úton jár, kérve, hogy térjen meg, s mondjon le. Ez esetben az érsekség védelmét is felajánlotta neki. Ezt a felajánlást Mussolini elutasította.
A háború után nagy szolgálatokat tett egyházmegyéje erkölcsi és anyagi újjáépítésében. Idősen és betegen vonul vissza a venegonói szemináriumba, itt hal meg 1954. augusztus 30-án.

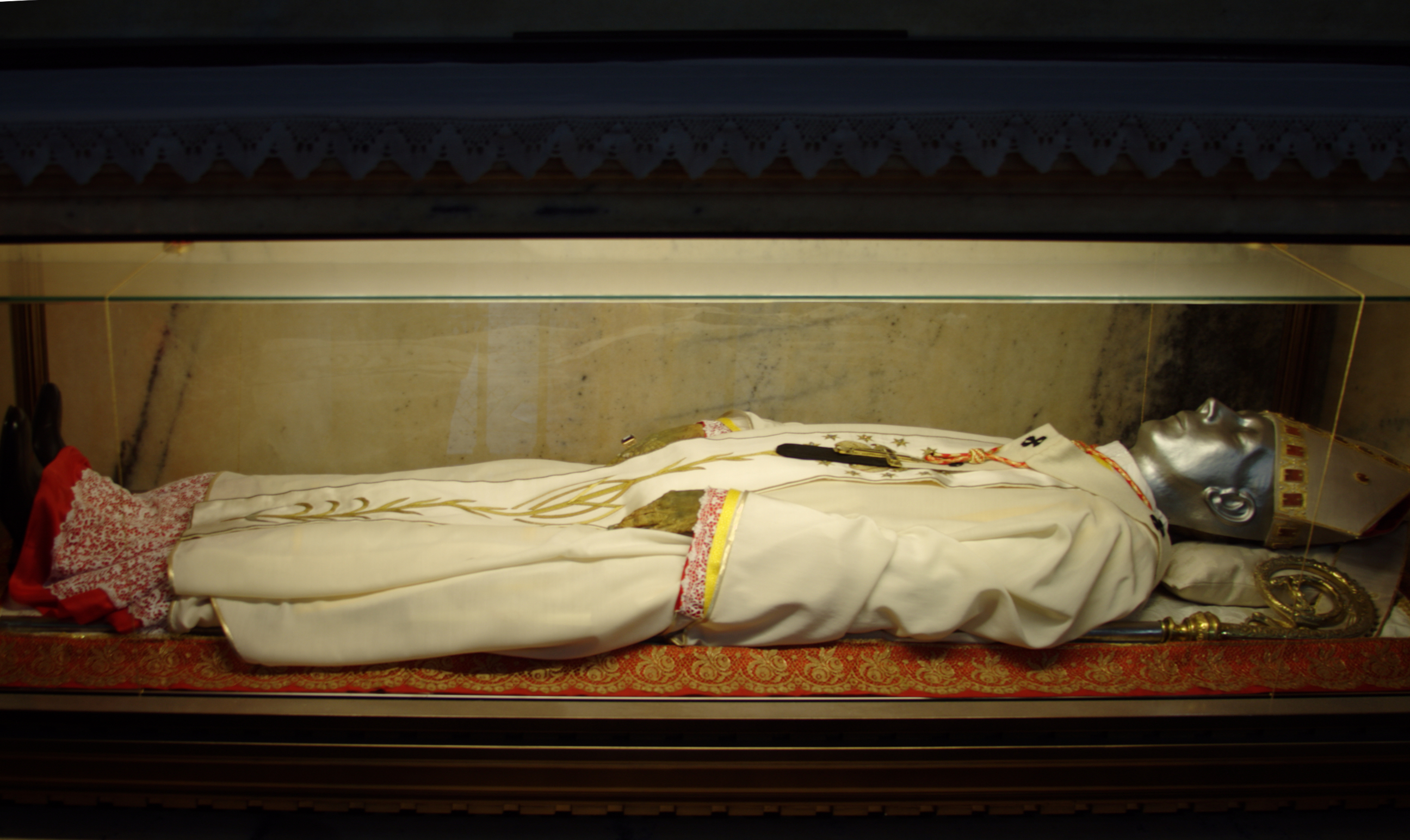
Holtteste a milánói dómban

## Tisztelete és boldoggá avatása
Boldoggá avatásának egyházmegyei szakasza már 1957 augusztusában elkezdődött, és 1963-ban zárult le. Sírját 1985. január 28-án nyitották fel, és testét romlatlanul találták. II. János Pál pápa 1996. május 12-én avatta boldoggá. 2006-ban a Keresztény Vállalkozó Egyesülete (UCID) tiszteletére tanulmányi ösztöndíjat alapított. A római Szent Pál-bazilika előtti parkot róla nevezték el. Milanóban a Ludovico Morell SJ által alapított ifjúsági központ az ő nevét viseli.
Tisztelete elsősorban Rómában és Milánóban él, de mint a második világháborúban tanúsított helytállás példaképét a világegyház is hitvallóként tiszteli.

## Főbb művei
- Storia di San Benedetto e dei suoi tempi. Viboldone, 1943.[10]
- Liber Sacramentorum, 1-9. kötet, Torino, 1919-29.
- L'Evangelo di Nostra Donna, Milano, 1954
- Gli ultimi tempi di un regime, Milano, 1949
- La Basilica e il Monastero di S.Paolo fuori le Mura. Note storiche, Torino, Soc. Editrice Internazionale, 1934

## Címerei
| Címer | Használata |
|       | Alfredo Ildefonso Schuster apáti címere 1918. április 6 - 1929. június 26. között                                                                               |
|       | Alfredo Ildefonso Schuster Milánói érsek, bíboros 1929. június 26-tól haláláig (a bíborosi jelképek 1929. július 15-től, de az köztes időre nem készült címer.) |